# Bahruz Kangarli
Bahruz Kangarli (Nachitsjevan, 22 januari 1892 - aldaar, 7 februari 1922) was een Azerbeidzjaans kunstschilder en grafisch kunstenaar. In zijn korte leven bracht hij een groot aantal werken voort.

## Biografie
In tegenstelling tot wat zijn naam doet vermoeden - zijn voornaam Bahruz betekent "goede dag" - kende Kanglarli een zorgelijk en kort leven van slechts dertig jaar. Toen hij een jaar of vijf à zes was, overleed zijn moeder, en toen hij tien was, verloor hij zijn gehoor waardoor hij zijn school moest verlaten.
Hij had een grote interesse in tekenen en rond zijn achttiende vroeg hij zijn vader om hem naar Tbilisi te sturen waar zich toentertijd de enige kunstschool van de Kaukasus bevond. Hier slaagde hij in 1910 voor zijn toelatingsexamen. Het satirische tijdschrift Molla Nasreddin had in die tijd een grote invloed op hem.
In 1915 keerde hij terug naar zijn geboorteplaats Nachitsjevan. Hij legde veel vast van wat hij tegenkwam, waaronder veel stadsbeelden en portretten van tijdgenoten. Verder introduceerde hij een nieuwe stijl die in Azerbeidzjan nog niet in zwang was, door een onderwerp tegen de achtergrond van een landschap te schilderen. Ondanks zijn korte leven bracht Kanglarli een verzameling van bijna 2.000 kunstwerken voort.
Vanwege het ontbreken van een expositieruimte in Nachitsjevan, hield hij exposities van zijn werk in zijn eigen huis. In 1921 organiseerde de Nachitsjevaanse overheid zijn eerste en de enige officiële tentoonstelling die er tijdens zijn leven plaatsvond. Tegen die tijd was hij inmiddels erg ziek. De opbrengst van zijn nalatenschap liet hij na aan weeskinderen, ter herinnering aan zijn eigen situatie toen hij jong was. Zijn werk is tegenwoordig grotendeels in bezit van het Staatskunstmuseum in Bakoe en het Historisch-Etnografisch Museum in Nachitsjevan.

## Galerij

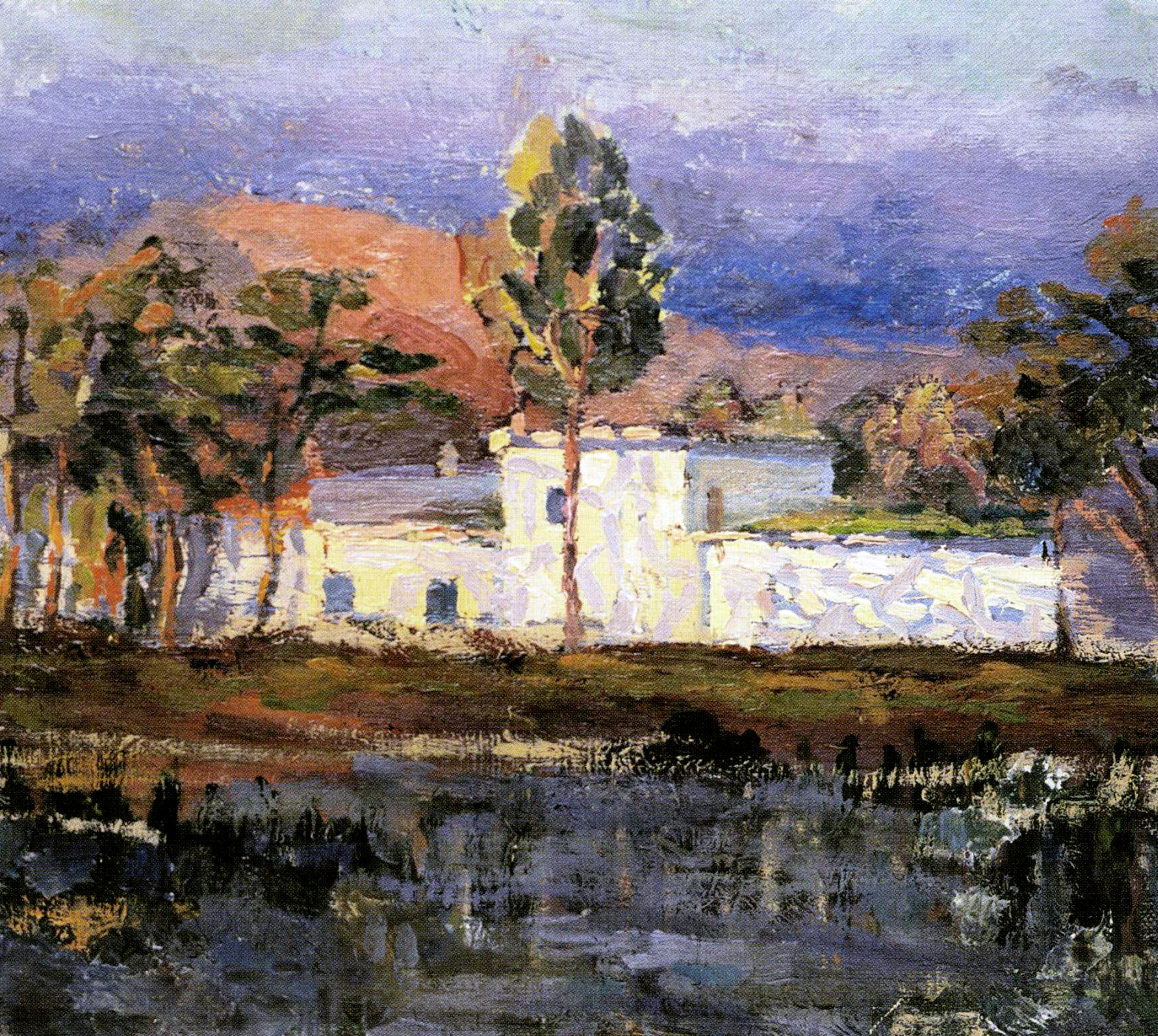
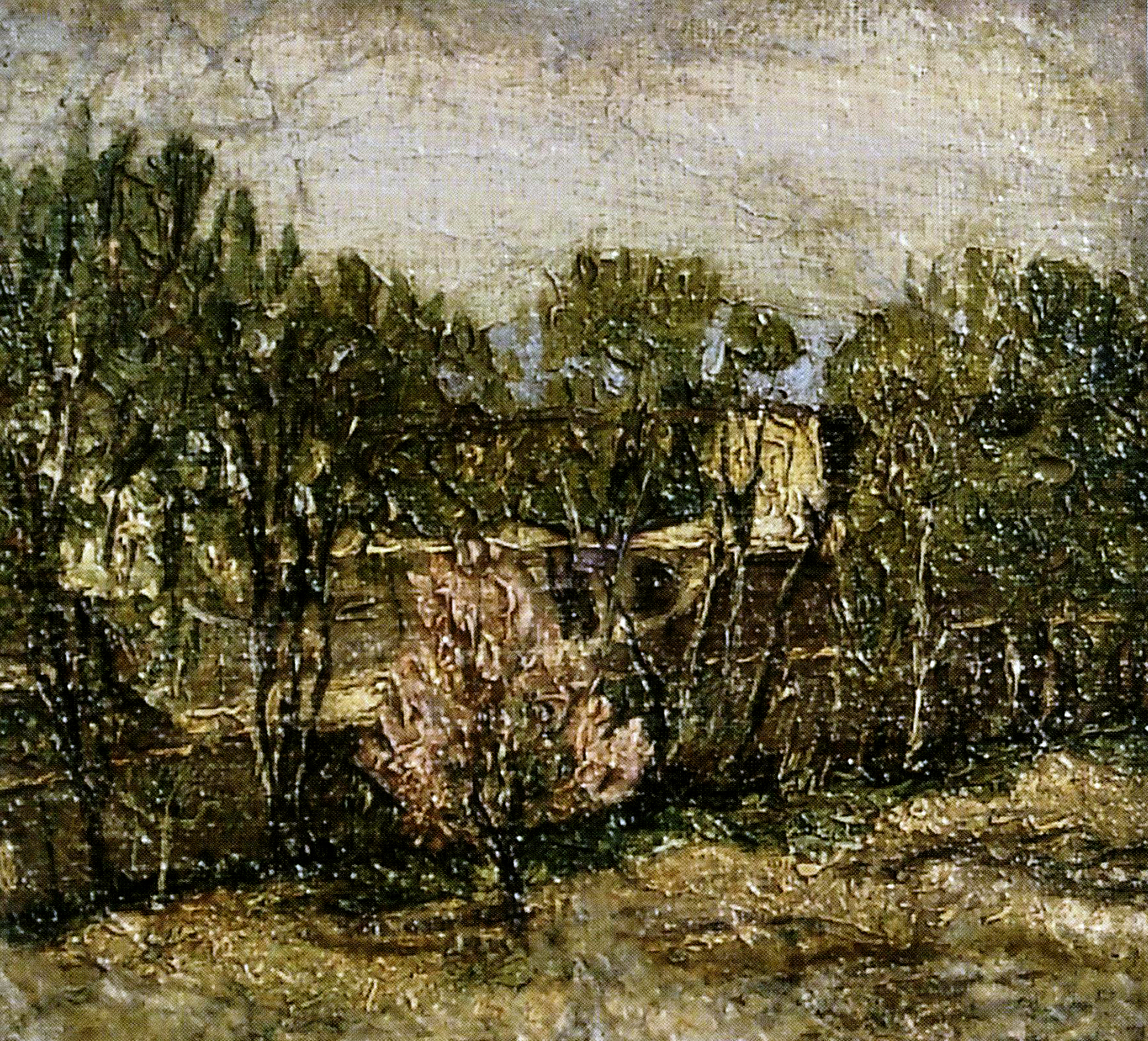
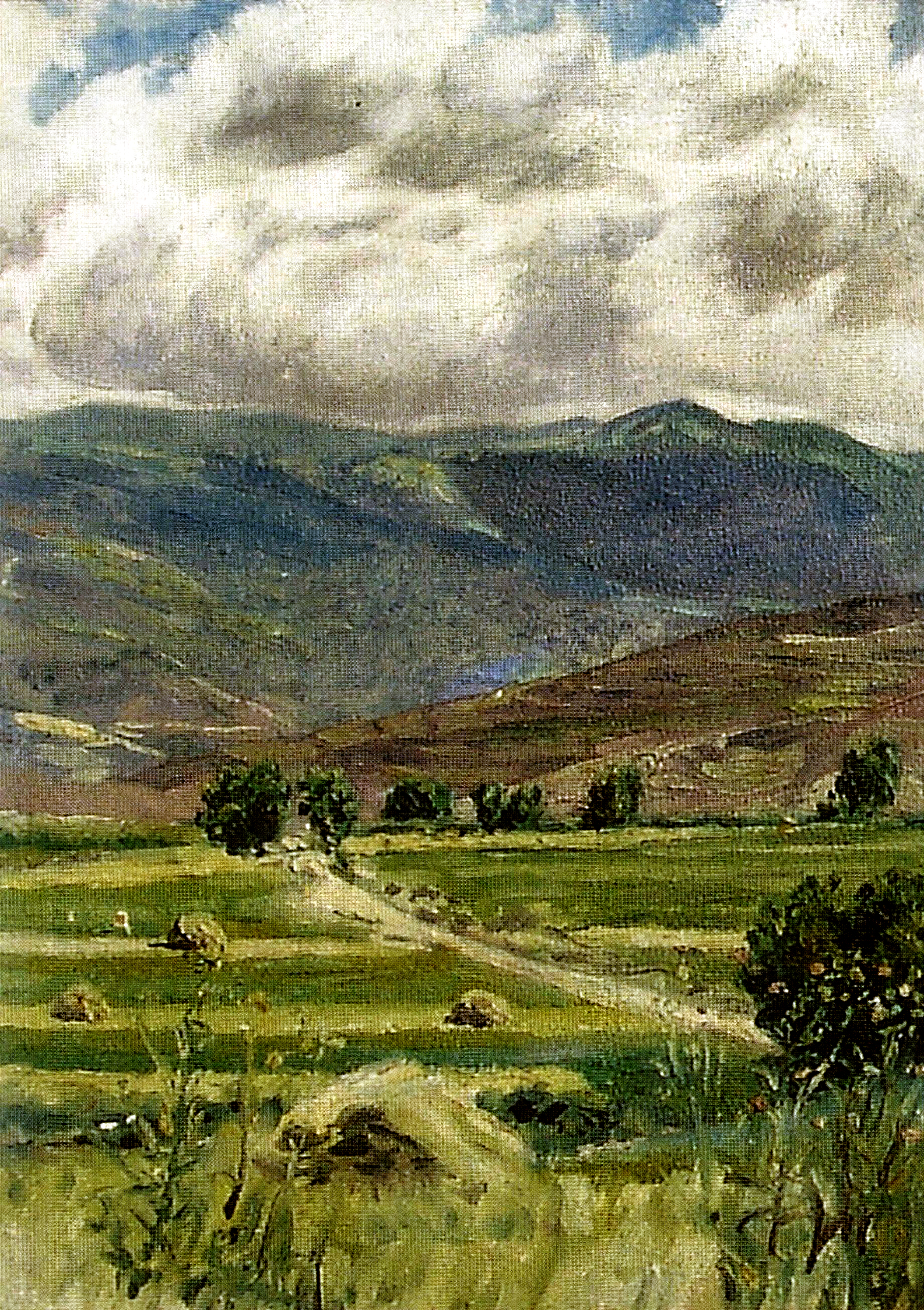
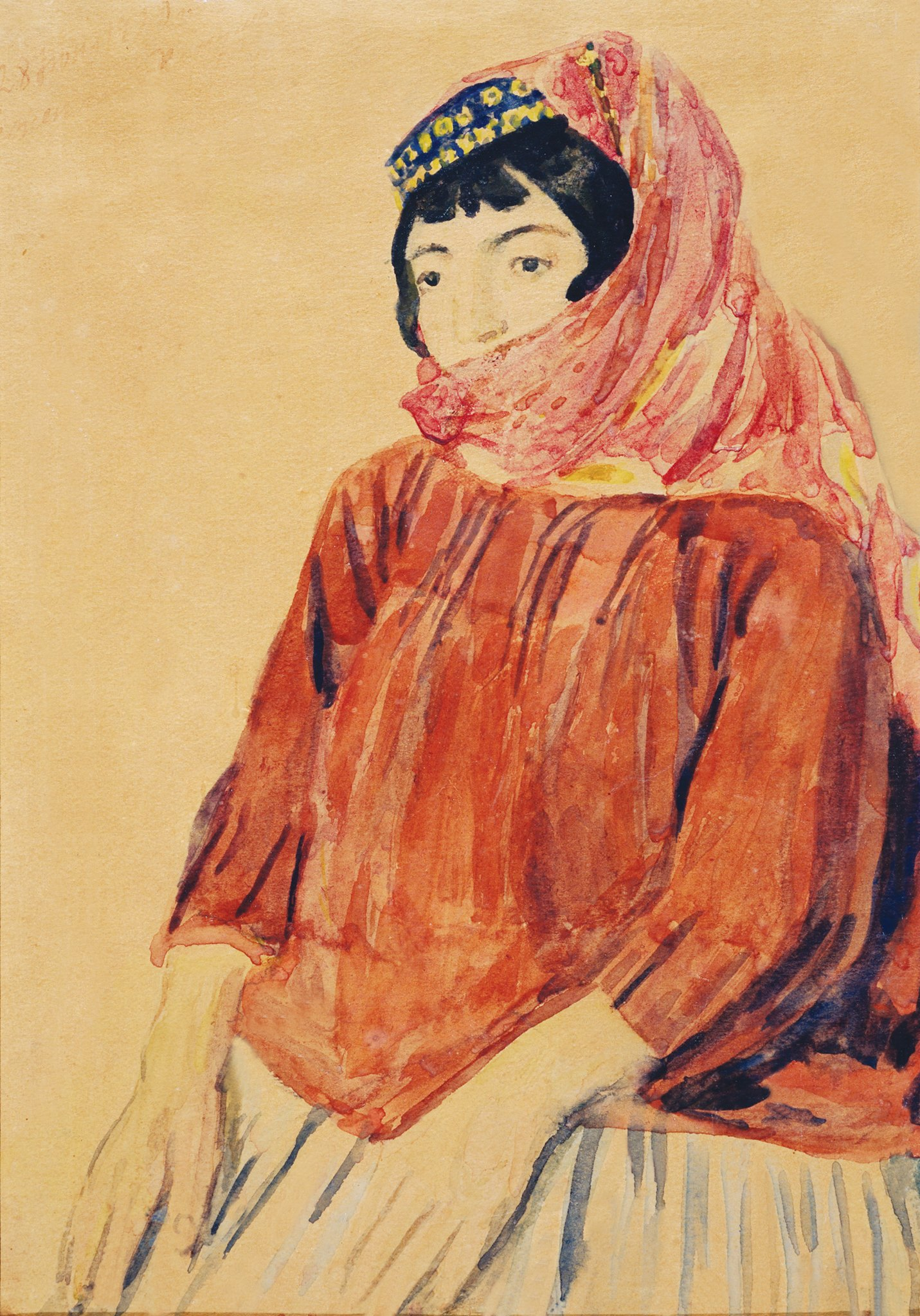
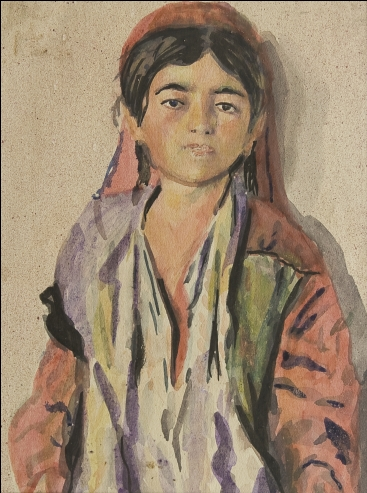
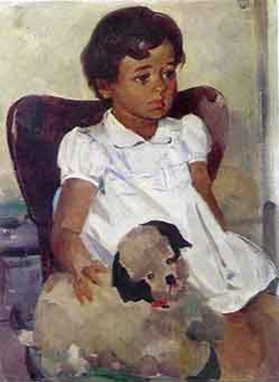